# Rebaque
 Rebaque  va ser un equip de cotxes de competició mexicà que va arribar a disputar curses a la Fórmula 1.
L'equip va ser fundat pel pilot Hector Rebaque l'any 1978 i tenia la seu a Leamington Spa, Anglaterra.
Va debutar a la primera cursa de la temporada 1978, al GP de l'Argentina disputat al circuit Oscar Alfredo Galvez de Buenos Aires el 15 de gener del 1978.
El seu únic pilot va ser el fundador i propietari Hector Rebaque.
L'equip va prendre part en trenta Grans Premis disputats en dues temporades consecutives 1978 - 1979, aconseguint una sisena posició com millor classificació en una cursa i assolint un punt pel campionat del món de constructors.
Amb monoplaça propi va disputar els tres últims GP de la temporada 1979.

## Resultats a la Fórmula 1
| Any  | Equip        | Xassís  | Motor    | 1       | 2       | 3       | 4         | 5       | 6       | 7       | 8      | 9       | 10      | 11      | 12      | 13      | 14      | 15      | 16      | Posició | Punts |
| ---- | ------------ | ------- | -------- | ------- | ------- | ------- | --------- | ------- | ------- | ------- | ------ | ------- | ------- | ------- | ------- | ------- | ------- | ------- | ------- | ------- | ----- |
| 1978 | Team Rebaque | Lotus   | Cosworth | ARG NVQ | BRA Ret | SUD 10  | O.USA NVQ | MON NVQ | BEL NVQ | ESP Ret | SUE 12 | FRA NVQ | GBR Ret | ALE 6   | AUT Ret | HOL 11  | ITA NVQ | USA Ret | CAN NVQ | 19è     | 1     |
| 1979 | Team Rebaque | Lotus   | Cosworth | ARG Ret | BRA NVQ | SUD Ret | O.USA Ret | ESP Ret | BEL Ret | MON     | FRA 12 | GBR 9   | ALE Ret | AUT NVQ | HOL 7   |         |         |         |         | -       | 0     |
| 1979 | Team Rebaque | Rebaque | Cosworth |         |         |         |           |         |         |         |        |         |         |         |         | ITA NVQ | CAN Ret | USA NVQ |         | -       | 0     |

## Resum
| Curses: | Victòries: | Pòdiums: | Poles: | Voltes ràpides: | Punts: |
| ------- | ---------- | -------- | ------ | --------------- | ------ |
| 30      | 0          | 0        | 0      | 0               | 1      |